# 印度谷螟
印度谷螟，也作印度谷蛾、印度螟蛾等，是螟蛾科谷斑螟属的一个种，以谷物为食，全世界范围均有分布。该螟蛾虽然名称中带有“印度”二字，但并非来自印度。其幼虫也被称为蜡虫，能咬穿硬纸壳、塑料等，因此有的密封容器并不能阻止此虫的传播。